# موروکو فراس بامبا
موروکو فراس بامبا (انگلیسی: Mouroukou Farras Bamba؛ زادهٔ ۳ فوریهٔ ۱۹۹۶) بازیکن فوتبال اهل فرانسه است.